# Saint-Vincent-Cramesnil

Saint-Vincent-Cramesnil este o comună în departamentul Seine-Maritime, Franța. În 1 ianuarie 2022 avea o populație de 695 de locuitori.